# Naia Laso
Naia Laso (Bermeo, 19 novembre 2008) è una skater spagnola.

## Biografia
Naia Laso è nata il 19 novembre 2008 a Bermeo, Paesi Baschi, Spagna. Cresciuta nella regione basca, ha sviluppato una passione per lo skateboarding sin da giovanissima.
Nel marzo del 2024, Naia ha conquistato la tappa del World Skate Tour a Dubai, vincendo con un punteggio di 93,46 punti, uno dei suoi risultati più significativi. Poco dopo, si è aggiudicata la medaglia di bronzo al Campionato Mondiale di Skate a Roma
Nel luglio 2024, Naia ha partecipato ai Giochi Olimpici Estivi di Parigi 2024, diventando l'atleta più giovane della delegazione spagnola. Ha gareggiato nella disciplina del park, ottenendo un settimo posto che le ha valso un diploma olimpico, dimostrando così una grande maturità nonostante la sua giovane età.
Oltre ai successi internazionali, Naia ha vinto tre titoli nazionali spagnoli nel park, consolidandosi come una delle principali figure dello skateboarding in Europa.